# Grapholita funebrana
Grapholita funebrana es una especie de polilla del género Grapholita, tribu Grapholitini, familia Tortricidae. Fue descrita científicamente por Treitschke en 1835.
La envergadura es de unos 10–15 milímetros. Se distribuye por Europa: Alemania y República Checa.